# Народен алианс (Турция)
Народен алианс (на турски: Cumhur İttifakı) е политическа коалиция в Турция, образувана през февруари 2018 г. между управляващата Партия на справедливостта и развитието (ПСР) и Партия на националистическото действие (ПНД). Коалицията обединява политическите партии, подкрепящи преизбирането на президента Реджеп Таип Ердоган на президентските избори през 2018 г. Основният ѝ съперник е Националният алианс, създаден от четири опозиционни партии, образуван на 3 май 2018 г.